# Medaglie dei Campionati mondiali di nuoto - Rana
In questa pagina sono elencate tutte le medaglie ottenute da atleti di sesso maschile e femminile nella specialità della rana nelle varie edizioni dei Campionati mondiali di nuoto in vasca lunga, a partire dall'edizione del 1973.

## Podi maschili

### 50 metri
| Edizione        | Oro                                | Argento                                       | Bronzo                             |
| --------------- | ---------------------------------- | --------------------------------------------- | ---------------------------------- |
| Fukuoka 2001    | Oleh Lisohor ( Ucraina)            | Roman Sludnov ( Russia)                       | Domenico Fioravanti ( Italia)      |
| Barcellona 2003 | James Gibson ( Gran Bretagna)      | Oleh Lisohor ( Ucraina)                       | Mihaly Flaskay ( Ungheria)         |
| Montreal 2005   | Mark Warnecke ( Germania)          | Mark Gangloff ( Stati Uniti)                  | Kōsuke Kitajima ( Giappone)        |
| Melbourne 2007  | Oleh Lisohor ( Ucraina)            | Brendan Hansen ( Stati Uniti)                 | Cameron van der Burgh ( Sudafrica) |
| Roma 2009       | Cameron van der Burgh ( Sudafrica) | Felipe França Silva ( Brasile)                | Mark Gangloff ( Stati Uniti)       |
| Shanghai 2011   | Felipe França Silva ( Brasile)     | Fabio Scozzoli ( Italia)                      | Cameron van der Burgh ( Sudafrica) |
| Barcellona 2013 | Cameron van der Burgh ( Sudafrica) | Christian Sprenger ( Australia)               | Giulio Zorzi ( Sudafrica)          |
| Kazan 2015      | Adam Peaty ( Gran Bretagna)        | Cameron van der Burgh ( Sudafrica)            | Kevin Cordes ( Stati Uniti)        |
| Budapest 2017   | Adam Peaty ( Gran Bretagna)        | João Gomes Júnior ( Brasile)                  | Cameron van der Burgh ( Sudafrica) |
| Gwangju 2019    | Adam Peaty ( Gran Bretagna)        | Felipe Lima ( Brasile)                        | João Gomes Júnior ( Brasile)       |
| Budapest 2022   | Nic Fink ( Stati Uniti)            | Nicolò Martinenghi ( Italia)                  | Michael Andrew ( Stati Uniti)      |
| Fukuoka 2023    | Qin Haiyang ( Cina)                | Nic Fink ( Stati Uniti)                       | Sun Jiajun ( Cina)                 |
| Doha 2024       | Sam Williamson ( Australia)        | Nicolò Martinenghi ( Italia)                  | Nic Fink ( Stati Uniti)            |
| Singapore 2025  | Simone Cerasuolo ( Italia)         | Kirill Prigoda ( Atleti Neutrali Autorizzati) | Qin Haiyang ( Cina)                |

- Atleta più premiato: Adam Peaty ( Gran Bretagna)
- Record della competizione: 25"95 (Adam Peaty  Regno Unito, Budapest 2017)
- Nazione più medagliata:  Gran Bretagna (4 , 0 , 0 )

### 100 metri
| Edizione           | Oro                              | Argento                                                                           | Bronzo                             |
| ------------------ | -------------------------------- | --------------------------------------------------------------------------------- | ---------------------------------- |
| Belgrado 1973      | John Hencken ( Stati Uniti)      | Michail Krjukin ( Unione Sovietica)                                               | Nobutaka Taguchi ( Giappone)       |
| Cali 1975          | David Wilkie ( Gran Bretagna)    | Nobutaka Taguchi ( Giappone)                                                      | David Leigh ( Regno Unito)         |
| Berlino Ovest 1978 | Walter Kusch ( Germania Ovest)   | Graham Smith ( Canada)                                                            | Gerald Mörken ( Germania Ovest)    |
| Guayaquil 1982     | Stephen Lundquist ( Stati Uniti) | Victor Davis ( Canada)                                                            | John Moffett ( Stati Uniti)        |
| Madrid 1986        | Victor Davis ( Canada)           | Gianni Minervini ( Italia)                                                        | Dmitrij Volkov ( Unione Sovietica) |
| Perth 1991         | Norbert Rósza ( Ungheria)        | Adrian Moorhouse ( Gran Bretagna)                                                 | Gianni Minervini ( Italia)         |
| Roma 1994          | Norbert Rósza ( Ungheria)        | Károly Güttler ( Ungheria)                                                        | Frederik Deburghgraeve ( Belgio)   |
| Perth 1998         | Frederik Deburghgraeve ( Belgio) | Qiliang Zeng ( Cina)                                                              | Kurt Grote ( Stati Uniti)          |
| Fukuoka 2001       | Roman Sludnov ( Russia)          | Domenico Fioravanti ( Italia)                                                     | Ed Moses ( Stati Uniti)            |
| Barcellona 2003    | Kōsuke Kitajima ( Giappone)      | Brendan Hansen ( Stati Uniti)                                                     | James Gibson ( Regno Unito)        |
| Montreal 2005      | Brendan Hansen ( Stati Uniti)    | Kōsuke Kitajima ( Giappone)                                                       | Hugues Duboscq ( Francia)          |
| Melbourne 2007     | Brendan Hansen ( Stati Uniti)    | Kōsuke Kitajima ( Giappone)                                                       | Brenton Rickard ( Australia)       |
| Roma 2009          | Brenton Rickard ( Australia)     | Hugues Duboscq ( Francia)                                                         | Cameron van der Burgh ( Sudafrica) |
| Shanghai 2011      | Alexander Dale Oen ( Norvegia)   | Fabio Scozzoli ( Italia)                                                          | Cameron van der Burgh ( Sudafrica) |
| Barcellona 2013    | Christian Sprenger ( Australia)  | Cameron van der Burgh ( Sudafrica)                                                | Felipe Lima ( Brasile)             |
| Kazan 2015         | Adam Peaty ( Gran Bretagna)      | Cameron van der Burgh ( Sudafrica)                                                | Ross Murdoch ( Gran Bretagna)      |
| Budapest 2017      | Adam Peaty ( Gran Bretagna)      | Kevin Cordes ( Stati Uniti)                                                       | Kirill Prigoda ( Russia)           |
| Gwangju 2019       | Adam Peaty ( Gran Bretagna)      | James Wilby ( Gran Bretagna)                                                      | Yan Zibei ( Cina)                  |
| Budapest 2022      | Nicolò Martinenghi ( Italia)     | Arno Kamminga ( Paesi Bassi)                                                      | Nic Fink ( Stati Uniti)            |
| Fukuoka 2023       | Qin Haiyang ( Cina)              | Nicolò Martinenghi ( Italia) Arno Kamminga ( Paesi Bassi) Nic Fink ( Stati Uniti) |                                    |
| Doha 2024          | Nic Fink ( Stati Uniti)          | Nicolò Martinenghi ( Italia)                                                      | Adam Peaty ( Gran Bretagna)        |
| Singapore 2025     | Qin Haiyang ( Cina)              | Nicolò Martinenghi ( Italia)                                                      | Denis Petrashov ( Kirghizistan)    |

- Atleta più premiato: Adam Peaty ( Gran Bretagna)
- Record della competizione: 56"88 (Adam Peaty  Regno Unito, Gwangju 2019)
- Nazione più medagliata:  Stati Uniti (5 , 3 , 4 )

### 200 metri
| Edizione           | Oro                             | Argento                              | Bronzo                                                       |
| ------------------ | ------------------------------- | ------------------------------------ | ------------------------------------------------------------ |
| Belgrado 1973      | David Wilkie ( Regno Unito)     | John Hencken ( Stati Uniti)          | Nobutaka Taguchi ( Giappone)                                 |
| Cali 1975          | David Wilkie ( Regno Unito)     | Rick Colella ( Stati Uniti)          | Nikolaj Pankin ( Unione Sovietica)                           |
| Berlino Ovest 1978 | Nick Nevid ( Stati Uniti)       | Arsens Miskarovs ( Unione Sovietica) | Walter Kusch ( Germania Ovest)                               |
| Guayaquil 1982     | Victor Davis ( Canada)          | Robertas Žulpa ( Unione Sovietica)   | John Moffett ( Stati Uniti)                                  |
| Madrid 1986        | József Szabó ( Ungheria)        | Victor Davis ( Canada)               | Steven Bentley ( Stati Uniti)                                |
| Perth 1991         | Mike Barrowman ( Stati Uniti)   | Norbert Rósza ( Ungheria)            | Nick Gillingham ( Regno Unito)                               |
| Roma 1994          | Norbert Rósza ( Ungheria)       | Eric Wunderlich ( Stati Uniti)       | Károly Güttler ( Ungheria)                                   |
| Perth 1998         | Kurt Grote ( Stati Uniti)       | Jean Christophe Sarnin ( Francia)    | Norbert Rósza ( Ungheria)                                    |
| Fukuoka 2001       | Brendan Hansen ( Stati Uniti)   | Maxim Podoprigora ( Austria)         | Kōsuke Kitajima ( Giappone)                                  |
| Barcellona 2003    | Kōsuke Kitajima ( Giappone)     | Ian Edmond ( Regno Unito)            | Brendan Hansen ( Stati Uniti)                                |
| Montreal 2005      | Brendan Hansen ( Stati Uniti)   | Mike Brown ( Canada)                 | Genki Imamura ( Giappone)                                    |
| Melbourne 2007     | Kōsuke Kitajima ( Giappone)     | Brenton Rickard ( Australia)         | Loris Facci ( Italia)                                        |
| Roma 2009          | Dániel Gyurta ( Ungheria)       | Eric Shanteau ( Stati Uniti)         | Giedrius Titenis ( Lituania) Christian Sprenger ( Australia) |
| Shanghai 2011      | Dániel Gyurta ( Ungheria)       | Kōsuke Kitajima ( Giappone)          | Christian Vom Lehn ( Germania)                               |
| Barcellona 2013    | Dániel Gyurta ( Ungheria)       | Marco Koch ( Germania)               | Matti Mattsson ( Finlandia)                                  |
| Kazan 2015         | Marco Koch ( Germania)          | Kevin Cordes ( Stati Uniti)          | Dániel Gyurta ( Ungheria)                                    |
| Budapest 2017      | Anton Čupkov ( Russia)          | Yasuhiro Koseki ( Giappone)          | Ippei Watanabe ( Giappone)                                   |
| Gwangju 2019       | Anton Čupkov ( Russia)          | Matthew Wilson ( Australia)          | Ippei Watanabe ( Giappone)                                   |
| Budapest 2022      | Zac Stubblety-Cook ( Australia) | Yū Hanaguruma ( Giappone)            | Erik Persson ( Svezia)                                       |
| Fukuoka 2023       | Qin Haiyang ( Cina)             | Zac Stubblety-Cook ( Australia)      | Matt Fallon ( Stati Uniti)                                   |
| Doha 2024          | Dong Zhihao ( Cina)             | Caspar Corbeau ( Paesi Bassi)        | Nic Fink ( Stati Uniti)                                      |
| Singapore 2025     | Qin Haiyang ( Cina)             | Ippei Watanabe ( Giappone)           | Caspar Corbeau ( Paesi Bassi)                                |

- Atleta più premiato: Dániel Gyurta ( Ungheria)
- Nazione più medagliata:  Stati Uniti (5 , 5 , 5 )

## Podi Femminili

### 50 metri
| Edizione        | Oro                          | Argento                      | Bronzo                        |
| --------------- | ---------------------------- | ---------------------------- | ----------------------------- |
| Fukuoka 2001    | Luo Xuejuan ( Cina)          | Kristy Kowal ( Stati Uniti)  | Zoe Baker ( Regno Unito)      |
| Barcellona 2003 | Luo Xuejuan ( Cina)          | Brooke Hanson ( Australia)   | Zoe Baker ( Regno Unito)      |
| Montreal 2005   | Jade Edmistone ( Australia)  | Jessica Hardy ( Stati Uniti) | Brooke Hanson ( Australia)    |
| Melbourne 2007  | Jessica Hardy ( Stati Uniti) | Leisel Jones ( Australia)    | Tara Kirk ( Stati Uniti)      |
| Roma 2009       | Julija Efimova ( Russia)     | Rebecca Soni ( Stati Uniti)  | Sarah Katsoulis ( Australia)  |
| Shanghai 2011   | Jessica Hardy ( Stati Uniti) | Julija Efimova ( Russia)     | Rebecca Soni ( Stati Uniti)   |
| Barcellona 2013 | Julija Efimova ( Russia)     | Rūta Meilutytė ( Lituania)   | Jessica Hardy ( Stati Uniti)  |
| Kazan 2015      | Jennie Johansson ( Svezia)   | Alia Atkinson ( Giamaica)    | Julija Efimova ( Russia)      |
| Budapest 2017   | Lilly King ( Stati Uniti)    | Julija Efimova ( Russia)     | Katie Meili ( Stati Uniti)    |
| Gwangju 2019    | Lilly King ( Stati Uniti)    | Benedetta Pilato ( Italia)   | Julija Efimova ( Russia)      |
| Budapest 2022   | Rūta Meilutytė ( Lituania)   | Benedetta Pilato ( Italia)   | Lara Van Niekerk ( Sudafrica) |
| Fukuoka 2023    | Rūta Meilutytė ( Lituania)   | Lilly King ( Stati Uniti)    | Benedetta Pilato ( Italia)    |

- Atleta più premiato: Julija Efimova ( Russia) )
- Nazione più medagliata:  Stati Uniti (4 , 4 , 4 )

### 100 metri
| Edizione           | Oro                                 | Argento                                                       | Bronzo                              |
| ------------------ | ----------------------------------- | ------------------------------------------------------------- | ----------------------------------- |
| Belgrado 1973      | Renate Vogel ( Germania Est)        | Ljubov' Rusanova ( Unione Sovietica)                          | Brigitte Schuchardt ( Germania Est) |
| Cali 1975          | Hannelore Anke ( Germania Est)      | Wijda Mazereeuw ( Paesi Bassi)                                | Marcia Morey ( Stati Uniti)         |
| Berlino Ovest 1978 | Julia Bogdanova ( Unione Sovietica) | Tracy Caulkins ( Stati Uniti)                                 | Margaret Kelly ( Regno Unito)       |
| Guayaquil 1982     | Ute Geweniger ( Germania Est)       | Anne Ottenbrite ( Canada) Kimberley Rodenbaugh ( Stati Uniti) |                                     |
| Madrid 1986        | Sylvia Gerasch ( Germania Est)      | Silke Hoerner ( Germania Est)                                 | Tania Bogomilova ( Bulgaria)        |
| Perth 1991         | Linley Frame ( Australia)           | Jana Doerries ( Germania)                                     | Elena Volkova ( Unione Sovietica)   |
| Roma 1994          | Samantha Riley ( Australia)         | Guohong Dai ( Cina)                                           | Yuan Yuan ( Cina)                   |
| Perth 1998         | Kristy Kowal ( Stati Uniti)         | Helen Denman ( Australia)                                     | Lauren van Oosten ( Canada)         |
| Fukuoka 2001       | Luo Xuejuan ( Cina)                 | Leisel Jones ( Australia)                                     | Ágnes Kovács ( Ungheria)            |
| Barcellona 2003    | Luo Xuejuan ( Cina)                 | Amanda Beard ( Stati Uniti)                                   | Leisel Jones ( Australia)           |
| Montreal 2005      | Leisel Jones ( Australia)           | Jessica Hardy ( Stati Uniti)                                  | Tara Kirk ( Stati Uniti)            |
| Melbourne 2007     | Leisel Jones ( Australia)           | Tara Kirk ( Stati Uniti)                                      | Anna Khlistunova ( Ucraina)         |
| Roma 2009          | Rebecca Soni ( Stati Uniti)         | Julija Efimova ( Russia)                                      | Kasey Carlson ( Stati Uniti)        |
| Shanghai 2011      | Rebecca Soni ( Stati Uniti)         | Leisel Jones ( Australia)                                     | Ji Liping ( Cina)                   |
| Barcellona 2013    | Rūta Meilutytė ( Lituania)          | Julija Efimova ( Russia)                                      | Jessica Hardy ( Stati Uniti)        |
| Kazan 2015         | Julija Efimova ( Russia)            | Rūta Meilutytė ( Lituania)                                    | Alia Atkinson ( Giamaica)           |
| Budapest 2017      | Lilly King ( Stati Uniti)           | Katie Meili ( Stati Uniti)                                    | Julija Efimova ( Russia)            |
| Gwangju 2019       | Lilly King ( Stati Uniti)           | Julija Efimova ( Russia)                                      | Martina Carraro ( Italia)           |
| Budapest 2022      | Benedetta Pilato ( Italia)          | Anna Elendt ( Germania)                                       | Rūta Meilutytė ( Lituania)          |
| Fukuoka 2023       | Rūta Meilutytė ( Lituania)          | Tatjana Schoenmaker ( Sudafrica)                              | Lydia Jacoby ( Stati Uniti)         |
| Doha 2024          | Tang Qianting ( Cina)               | Tes Schouten ( Paesi Bassi)                                   | Siobhán Haughey ( Hong Kong)        |
| Singapore 2025     | Anna Elendt ( Germania)             | Kate Douglass ( Stati Uniti)                                  | Tang Qianting ( Cina)               |

- Atleta più premiata: Leisel Jones ( Australia)
- Nazione più medagliata:  Stati Uniti (5 , 6 , 5 )

### 200 metri
| Edizione           | Oro                                    | Argento                                                     | Bronzo                                                                                |
| ------------------ | -------------------------------------- | ----------------------------------------------------------- | ------------------------------------------------------------------------------------- |
| Belgrado 1973      | Renate Vogel ( Germania Est)           | Hannelore Anke ( Germania Est)                              | Lynn Colella ( Stati Uniti)                                                           |
| Cali 1975          | Hannelore Anke ( Germania Est)         | Wijda Mazereeuw ( Paesi Bassi)                              | Karla Linke ( Germania Est)                                                           |
| Berlino Ovest 1978 | Lina Kačiušytė ( Unione Sovietica)     | Julia Bogdanova ( Unione Sovietica)                         | Susanne Nielsson ( Danimarca)                                                         |
| Guayaquil 1982     | Svetlana Varganova ( Unione Sovietica) | Ute Geweniger ( Germania Est)                               | Anne Ottenbrite ( Canada)                                                             |
| Madrid 1986        | Silke Hoerner ( Germania Est)          | Tania Bogomilova ( Bulgaria)                                | Allison Higson ( Canada)                                                              |
| Perth 1991         | Elena Volkova ( Unione Sovietica)      | Linley Frame ( Australia)                                   | Jana Doerries ( Germania)                                                             |
| Roma 1994          | Samantha Riley ( Australia)            | Yuan Yuan ( Cina)                                           | Brigitte Becue ( Belgio)                                                              |
| Perth 1998         | Ágnes Kovács ( Ungheria)               | Kristy Kowal ( Stati Uniti)                                 | Jenna Street ( Stati Uniti)                                                           |
| Fukuoka 2001       | Ágnes Kovács ( Ungheria)               | Qi Hui ( Cina)                                              | Luo Xuejuan ( Cina)                                                                   |
| Barcellona 2003    | Amanda Beard ( Stati Uniti)            | Leisel Jones ( Australia)                                   | Hui Qi ( Cina)                                                                        |
| Montreal 2005      | Leisel Jones ( Australia)              | Anne Poleska ( Germania)                                    | Mirna Jukić ( Austria)                                                                |
| Melbourne 2007     | Leisel Jones ( Australia)              | Kirsty Balfour ( Regno Unito) Megan Jendrick ( Stati Uniti) |                                                                                       |
| Roma 2009          | Nađa Higl ( Serbia)                    | Annamay Pierse ( Canada)                                    | Mirna Jukić ( Austria)                                                                |
| Shanghai 2011      | Rebecca Soni ( Stati Uniti)            | Julija Efimova ( Russia)                                    | Martha McCabe ( Canada)                                                               |
| Barcellona 2013    | Julija Efimova ( Russia)               | Rikke Møller Pedersen ( Danimarca)                          | Micah Lawrence ( Stati Uniti)                                                         |
| Kazan 2015         | Kanako Watanabe ( Giappone)            | Micah Lawrence ( Stati Uniti)                               | Shi Jinglin ( Cina) Rikke Møller Pedersen ( Danimarca) Jessica Vall-Montero ( Spagna) |
| Budapest 2017      | Julija Efimova ( Russia)               | Bethany Galat ( Stati Uniti)                                | Shi Jinglin ( Cina)                                                                   |
| Gwangju 2019       | Julija Efimova ( Russia)               | Tatjana Schoenmaker ( Sudafrica)                            | Sydney Pickrem ( Canada)                                                              |
| Budapest 2022      | Lilly King ( Stati Uniti)              | Jenna Strauch ( Australia)                                  | Kate Douglass ( Stati Uniti)                                                          |
| Fukuoka 2023       | Tatjana Schoenmaker ( Sudafrica)       | Kate Douglass ( Stati Uniti)                                | Tes Schouten ( Paesi Bassi)                                                           |

- Atleta più premiata: Julija Efimova ( Russia)
- Nazione più medagliata:  Stati Uniti (3 , 5 , 4 )